# Garde côtière du Sri Lanka
La Garde côtière du Sri Lanka (SLCG) (singhalais : ශ්‍රී ලංකා වෙරළාරක්ෂක දෙපාර්තමේන්තුව, Śrī Laṃkā veralārakshaka depārtamēntuwa ; tamoul : இலங்கை கடலோர பாதுகாப்பு) est un département non ministériel du gouvernement srilankais chargé des fonctions de garde-côtes dans les eaux territoriales du Sri Lanka. Il relève de la compétence du Ministère de la défense et est composé de personnel civil. L'actuel directeur général du SLCG est le contre-amiral Samantha Wimalathunga (en).
Initialement créé à la fin des années 1990, le département a été dissous en 2002, les responsabilités étant transférées au Département de la conservation des côtes. Le département, sous sa forme actuelle, a été rétabli par la loi n°41 de 2009 sur le Département des garde-côtes et inauguré le 4 mars 2010. Il s'agit d'un organisme non militaire chargé de l'application des lois en mer, chaque officier étant considéré comme un agent de la paix aux fins de la loi n°15 de 1979 sur le code de procédure pénale. Le ministère est légalement autorisé à perquisitionner et à arrêter les navires, les embarcations et le personnel exerçant des activités illégales dans les zones maritimes et les eaux territoriales du Sri Lanka et à engager des poursuites judiciaires contre les délinquants.

## Historique
La Garde côtière du Sri Lanka a été créée en 1999, lorsque 75 militaires ont été recrutés. Dans le même temps, la construction de navires pour la garde côtière a commencé aux chantiers navals Neil Marine et Ceynor. Le 1er août de l'année suivante, le cabinet a nommé un officier de marine à la retraite, le capitaine de corvette C.R. Bulegoda Arachchi, à la tête de la Garde côtière. Le gouvernement a alors rédigé la loi sur la garde côtière du Sri Lanka sur la base d'homologues d'autres pays de la région. La formation de base du personnel de la Garde côtière  a commencé en 2001 à la base navale SLNS Gemunu à Welisara. la formation professionnelle a eu lieu au centre de formation de la Garde côtière du Japon à Tokyo. Six petits navires ont été lancés dans le port de pêche de Beruwela et le navire de la Garde côtière Mahiraja a été chargé de la recherche et sauvetage. Les VCG Ruhunu et Maya ont été affectés à la protection des pêcheries côtières et les VCG Kadira, Giruvaya et Maagama ont été placés en service général. Moins d'un an plus tard, le 31 mars 2002, le gouvernement nouvellement élu a décidé de supprimer le département, transférant tous les actifs et le personnel au Département de la conservation des côtes.

Drapeau de la Garde côtière du Sri Lanka

En 2009, le ministre de la Défense, le président Mahinda Rajapaksa, a présenté un document du Cabinet suggérant le rétablissement de la Garde côtière, conduisant à la loi n°41 de 2009 sur les garde-côtes de la Garde côtière du Sri Lanka, promulguée par le Parlement le 9 juillet 2009. Le SLCG a été ainsi rétabli sous sa forme actuelle sept ans après sa dissolution initiale.
Les développements récents ont été largement axés sur l'expansion des capacités opérationnelles, le Japon ayant formé un partenariat avec le SLCG en 2016 pour sécuriser les routes commerciales dans l'océan Indien, en particulier celles utilisées par les pétroliers du Moyen-Orient. Dans le cadre de ce partenariat, le Japon a fourni des fonds pour des navires de patrouille. Le gouvernement srilankais a également passé une commande de 180 millions de dollars pour trois navires de patrouille offshore de 85 mètres de Colombo Dockyard (en) en 2017, capables à la fois d'opérations en eaux profondes et peu profondes.

## Rôle et responsabilités

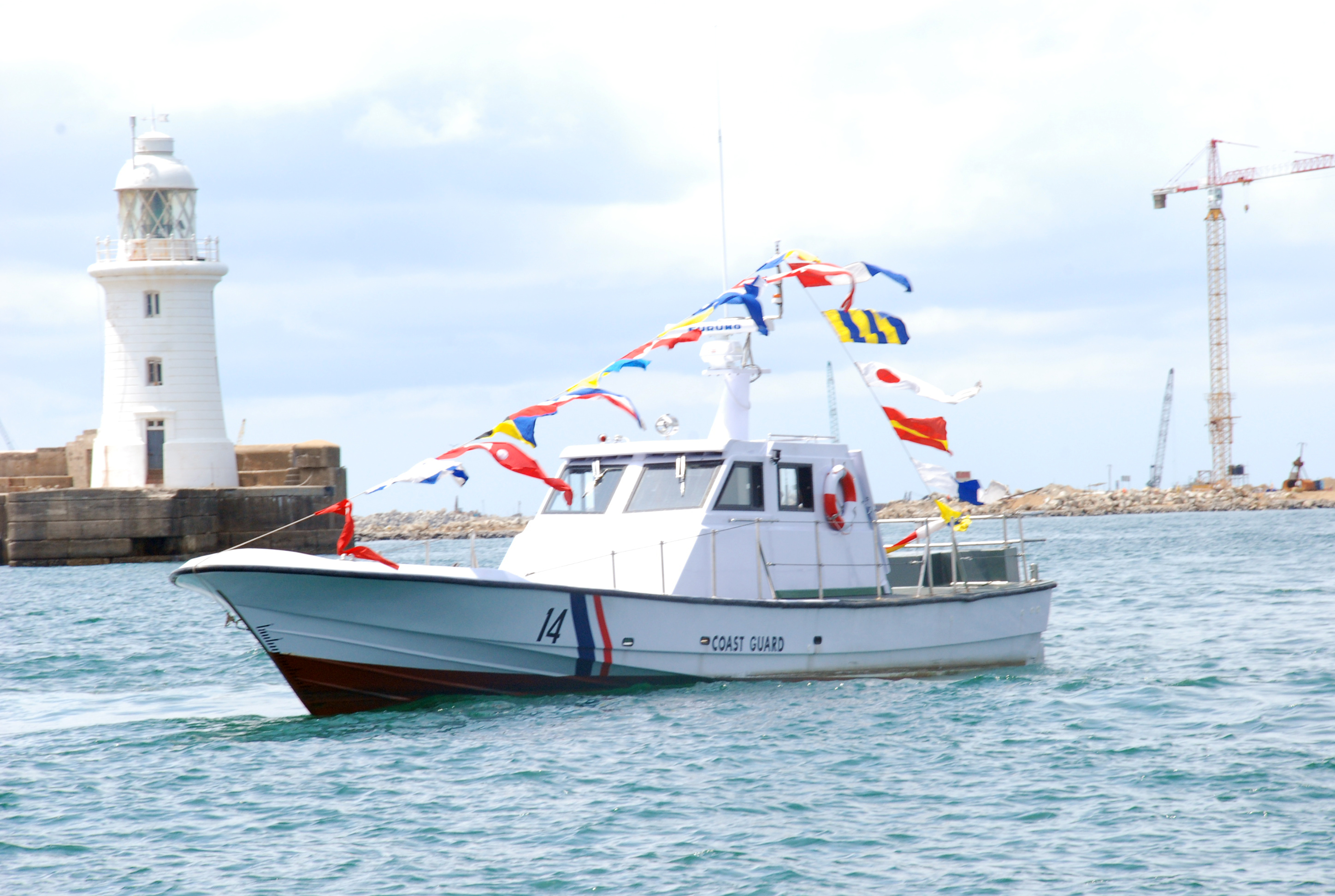
Embarcation de patrouille côtière

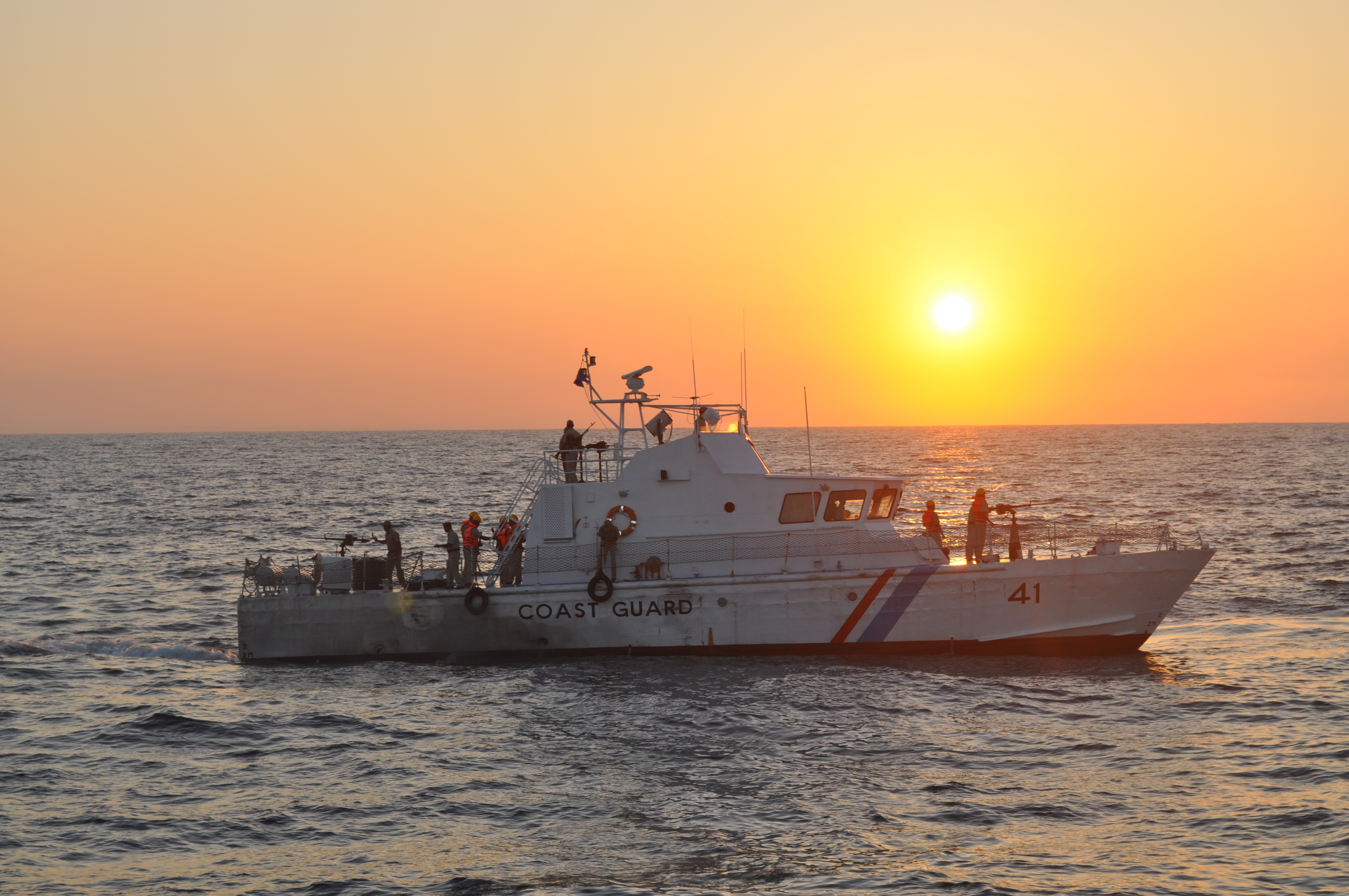
Un engin de patrouilleur rapide de classe Colombo

La partie II de la Loi sur la Garde côtière énumère les fonctions suivantes du SLCG : 
- Empêcher la pêche illégale dans les zones côtières du Sri Lanka et protéger les pêcheurs, en fournissant toute l'aide nécessaire en mer,
- Aider les autorités douanières et autres autorités du Sri Lanka à lutter contre les opérations de lutte contre la contrebande et l'immigration,
- Empêcher et gérer le piratage ,
- Coopérer avec les forces de l'ordre et les forces armées dans le cadre de mesures antiterroristes dans les zones maritimes et les eaux territoriales du pays,
- Empêcher les mouvements transfrontaliers de stupéfiants par mer,
- Aider à assurer la sécurité des personnes et des biens en mer,
- Participer aux opérations de recherche et de sauvetage en cas de catastrophe naturelle et aider aux opérations de sauvetage après de telles catastrophes et autres accidents en mer,
- Aider à la préservation et à la protection du milieu marin et marin, y compris la mise en œuvre et le suivi des mesures requises pour la prévention et le contrôle de la pollution marine et autres catastrophes qui se produisent en mer, et pour la conservation des espèces marines,
- Diffuser des informations, y compris des avertissements par radio ou tout autre moyen en cas de catastrophe naturelle, et
- Effectuer toutes fonctions supplémentaires / auxiliaires qui pourraient lui être temporairement attribuées par l'État.

Afin d'exercer ces fonctions, la Garde côtière est autorisée à : 
- Arrêter, pénétrer, embarquer, inspecter et fouiller tout lieu, structure, navire ou aéronef et arrêter et détenir un tel navire ou aéronef,
- Demander, faire des copies ou prendre des extraits de toute licence, permis, dossier, certificat ou tout autre document pour inspection,
- Enquêter sur toute infraction dont il a des raisons de croire qu'elle est en train d'être commise ou sur le point de l'être ou qu'elle l'a été,
- Exercez le droit de poursuite,
- Examiner et saisir ou éliminer tout poisson ou tout article, appareil, marchandise, navire, aéronef ou tout autre élément se rapportant à une infraction qui a été commise ou qui a des motifs raisonnables de croire qu'une telle infraction a été commise, et
- Arrêter toute personne dont elle a des raisons de croire qu'elle a commis une infraction à toute loi écrite du Sri Lanka actuellement en vigueur.

déploiement

### Déploiement
La Garde côtière a une base ou un avant-poste à Wellawatta (siège national), Mirissa (siège régional-Sud), Dikovita, Dehiwala-Mount Lavinia, Panadura , Beruwala, Aluthgama , Balapitiya , Ambalangoda , Kirinda et Kankasanturai (siège régional-Nord). Certains d'entre eux, en particulier ceux des zones fréquentées par les touristes, fonctionnent également comme postes de sauvetage, comme à Galle Face Green.... 

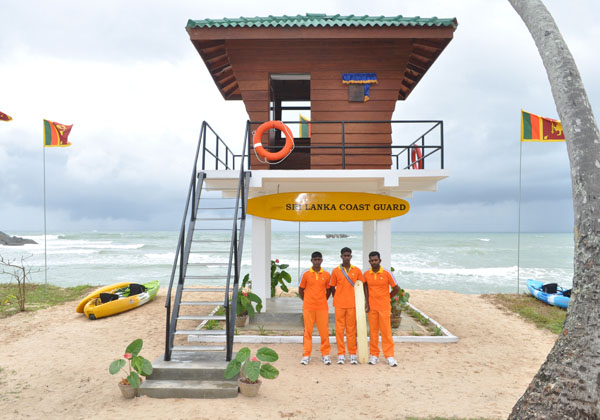
Poste de sauvetage de Balapitiya

La base SLCG de Balapitiya héberge un centre de formation qui dispense une formation professionnelle et de sauvetage à ses techniciens. Mirissa accueille le projet de conservation des tortues de la Garde côtière, lancé en septembre 2012. Dans le but de préserver la population de tortues marines du pays et de sensibiliser à leur conservation, elle fournit également des données scientifiques liées au comportement des tortues (nidification, nouveau-nés, alimentation, accouplement) aux le champ.